# 조대비 사순칭경진하도 병풍

조대비 사순칭경진하도 병풍

조대비 사순칭경진하도 병풍(趙大妃 四旬稱慶陳賀圖 屛風)은 부산 동아대학교 박물관에 있는 조선시대의 병풍이다. 1982년 3월 4일 대한민국의 보물 제732호로 지정되었다.

## 같이 보기
- 조대비

## 참고 자료
- 조대비 사순칭경진하도 병풍 - 국가유산청 국가유산포털